# Виконт Диллон
Виконт Диллон из Костелло-Галлена в графстве Мейо (англ. Viscount Dillon) — наследственный титул в системе Пэрства Ирландии.

## История

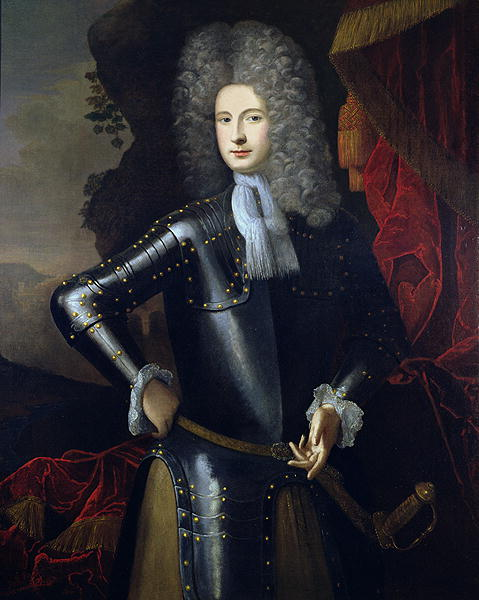
Генри Диллон, 8-й виконт Диллон (ум. 1713)

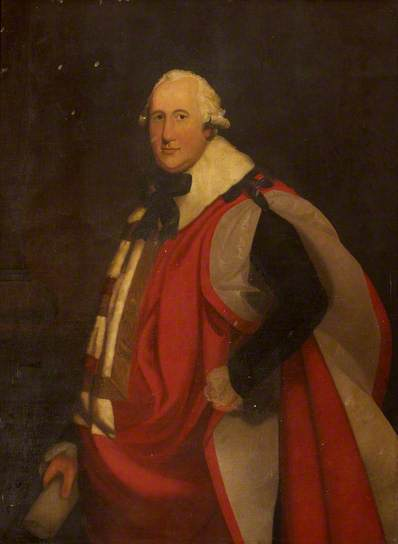
Чарльз Диллон-Ли, 12-й виконт Диллон (1745—1813)

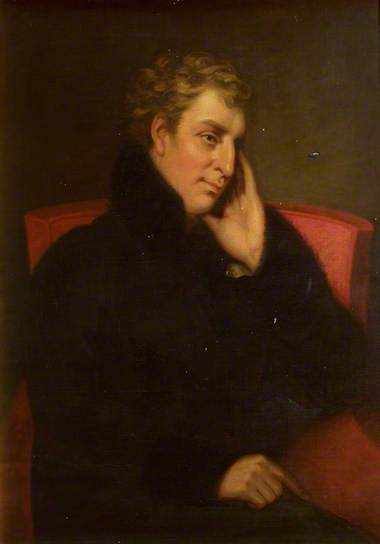
Генри Огастес Диллон-Ли, 13-й виконт Диллон (1777—1832)

Титул виконта Диллона был создан 16 марта 1622 года для Теобальда Диллона (ум. 1624), лорда-председателя Коннахта. Семья Диллонов имела ирландско-норманнское происхождение. Диллоны с XIII века владели поместьями в части графства Уэстмит, которая была известна как «графство Диллонов». Его правнук, Теобальд Диллон, 7-й виконт Диллон (ум. 1691), был сторонником католического короля Якова II Стюарта и был объявлен вне закона после Славной революции. Он создал «полк Диллона» в ирландской бригаде во французской армии, который сыграл роль в победе французской армии в битве при Фонтенуа в 1745 году. 7-й виконт Диллон погиб в битве под Охримом в графстве Голуэй.
Тем не менее, его сын Чарльз Диллон, 8-й виконт Диллон (ум. 1713), смог в 1694 году добиться отмены изгнания своего отца, вернул себе титул и поместья, а затем служил в качестве лорда-наместника графства Роскоммон. Его младший брат, генерал-лейтенант Артур Диллон (1670—1733), получил французский титул графа Диллона в 1711 году. Якобитский претендент на английский трон Джеймс Фрэнсис Эдвард Стюарт пожаловал Артуру Диллону титул графа Диллона. Его сын, Генри Диллон, 11-й виконт Диллон (1705—1787), служил полковником во французской армии. В 1793 году полк Диллона во Франции был расформирован. Его сын, Чарльз Диллон, 12-й виконт Диллон (1745—1813), в 1767 году принял англиканство и заседал в Палате общин Великобритании от Вестбери (1770—1774). Его сын, Генри Огастес Диллон-Ли, 13-й виконт Диллон (1777—1832), заседал в Палате общин от Харвича (1799—1801, 1801—1802) и графства Мейо (1802—1814). Его правнук, Эрик Фицджеральд Диллон, 19-й виконт Диллон (1881—1946), был бригадным генералом в британской армии.
По состоянию на 2025 год, обладателем титула являлся его правнук, Генри Бенедикт Чарльз Диллон, 22-й виконт Диллон (род. 1973), который сменил своего отца в 1982 году.

## Виконты Диллон (1622)

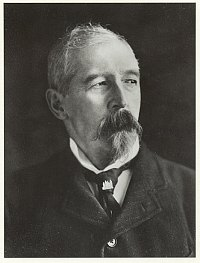
Гарольд Диллон, 17-й виконт Диллон (1844—1932)

- 1622—1624: Теобальд Диллон, 1-й виконт Диллон (ум. 15 марта 1624), сын Томаса Диллона и Мэри Диллон;
- 1624—1629: Лукас Диллон, 2-й виконт Диллон (март 1610 — 13 апреля 1629), старший сын сэра Кристофера Диллона (ум. 1623/1624), внук предыдущего;
- 1629—1630: Теобальд Диллон, 3-й виконт Диллон (июль 1629 — 13 мая 1630), единственный сын предыдущего;
- 1630—1672: Томас Диллон, 4-й виконт Диллон (март 1615—1672), младший сын сэра Кристофера Диллона, внук Теобальда Диллона, 1-го виконта Диллона;
- 1672—1674: Томас Диллон, 5-й виконт Диллон (умер 1674), сын предыдущего;
- 1674—1682: Лукас Диллон, 6-й виконт Диллон (умер 1682), сын Теобальда Диллона, внук сэра Кристофера Диллона (ум. 1623/1624), правнук 1-го виконта Диллона;
- 1682—1691: Теобальд Диллон, 7-й виконт Диллон (умер 12 июля 1691), сын Роберта Диллона, внук сэра Лукаса Диллона, правнук 1-го виконта Диллона;
- 1691—1713: Генри Диллон, 8-й виконт Диллон (умер 13 января 1714), старший сын предыдущего;
- 1713—1737: Ричард Диллон, 9-й виконт Диллон (1688 — февраль 1737), единственный сын предыдущего;
- 1737—1741: Чарльз Диллон, 10-й виконт Диллон (1701 — 24 октября 1741), старший сын генерал-лейтенанта Артура Диллона, графа Диллона (1670—1732), внук 7-го виконта Диллона;
- 1741—1787: Генри Диллон, 11-й виконт Диллон (1705 — 3 сентября 1787), младший брат предыдущего;
- 1787—1813: Чарльз Диллон, 12-й виконт Диллон (6 ноября 1745 — 9 ноября 1813), старший сын предыдущего;
- 1813—1832: Генри Август Диллон-Ли, 13-й виконт Диллон (28 октября 1777 — 24 июля 1832), единственный сын предыдущего от первого брака;
- 1832—1865: Чарльз Генри Диллон, 14-й виконт Диллон (20 апреля 1810 — 18 ноября 1865), старший сын предыдущего;
- 1865—1879: Теобальд Доминик Джеффри Диллон, 15-й виконт Диллон (5 апреля 1811 — 30 ноября 1879), младший брат предыдущего;
- 1879—1892: Артур Эдмунд Денис Диллон, 16-й виконт Диллон (10 апреля 1812 — 12 января 1892), младший брат предыдущего;
- 1892—1932: Гарольд Артур Диллон, 17-й виконт Диллон (24 января 1844 — 18 декабря 1932), старший сын предыдущего;
- 1932—1934: Артур Генри Диллон 18-й виконт Диллон (5 января 1875 — 25 мая 1934), старший сын достопочтенного Конрада Аддерли Диллона (1845—1901);
- 1934—1946: Эрик Фицджеральд Диллон, 19-й виконт Диллон (4 апреля 1881 — 6 апреля 1946), младший брат предыдущего;
- 1946—1979: Майкл Эрик Диллон, 20-й виконт Диллон (30 августа 1911 — 30 ноября 1979), единственный сын предыдущего;
- 1979—1982: Чарльз Генри Роберт Диллон, 21-й виконт Диллон (18 января 1945 — 15 сентября 1982), старший сын предыдущего;
- 1982 — настоящее время: Генри Чарльз Бенедикт Диллон, 22-й виконт Диллон (род. 6 января 1973), единственный сын предыдущего;
  - Наследник: достопочтенный Фрэнсис Чарльз Роберт Диллон (род. 2013)[1];
    - Наследник наследника: Томас Артур Ли Диллон (род. 1 октября 1983), единственный сын достопочтенного Ричарда Артура Луи Диллона (1948—2014), внук 20-го виконта Диллона, двоюродный брат 22-го виконта.